# 72
Cette page concerne l'année 72  du calendrier julien. Pour l'année 72 av. J.-C., voir 72 av. J.-C. Pour le nombre 72, voir 72 (nombre).
L'année 72 est une année bissextile qui commence un mercredi.

## Événements
- Août : le roi de Commagène Antiochos IV, accusé par Paetus, gouverneur de Syrie, de conspirer avec les Parthes contre les Romains, est détrôné. Le territoire de Commagène est réintégré à la Syrie[1].

- Lucius Flavius Silva, nommé légat de Judée, entreprend le siège de Massada, dernier bastion de résistance des Zélotes, qui tombe probablement en avril 73 après environ neuf mois de siège[2].
- Fondation de la colonie romaine de Flavia Neapolis (Naplouse) par l'empereur Vespasien[3].
- Incursions des Alains en Médie contre les Parthes[1].
- Cneus Pinarius Cornelius Clemens est envoyé comme légat en Germanie supérieure (72-74). Il occupe la rive droite du Rhin et construit une route entre Argentorate et la Rhétie ; son action lui procure les honneurs du triomphe[4].

## Naissances en 72
- Julia Balbilla, poétesse.

## Décès en 72
- Thomas (apôtre)